# Петрівка (Селидівська міська громада)
Петрі́вка — село Селидівської міської громади Покровського району Донецької області, в Україні. У селі мешкає 392 людей.

## Загальні відомості
Відстань до райцентру становить близько 14 км і проходить автошляхом E50. Петрівка розташована на обох берегах Солоної.
З 26 листопада 2024 року село перебуває під тимчасовою російською окупацією.

## Населення
За даними перепису 2001 року населення села становило 392 особи, з них 91,07 % зазначили рідною мову українську, 8,67 % — російську та 0,26 % — білоруську мову.